# William Ruto
William Kipchirchir Samoei Arap Ruto (* 21. ledna 1967) je keňský politik a od roku 2022 prezident Keni. Než se stal prezidentem, působil od roku 2013 do roku 2022 jako první zvolený místopředseda. Dříve působil ve třech kabinetních portfoliích jako ministr vnitra, ministr zemědělství a ministr vysokého školství.

## Politická kariéra
V letech 1997 až 2007 a 2007 až 2013 byl zvolen poslancem. Nejprve za stranu Kenya African National Union a poté za stranu Orange Democratic Movement. V roce 2002 byl ministrem vnitra ve vládě Daniela arapa Moie.
Ve vládě Mwaie Kibakiho byl mezi lety 2008 až 2010 ministrem zemědělství a v roce 2010 ministrem vysokého školství. O prezidentský úřad se poprvé utkal v roce 2007, ale nedostal se přes primárky strany ODM. Znovu se ucházel o prezidentský úřad ve volbách v roce 2013, ale svou kandidaturu stáhl ve prospěch Uhuru Kenyatty.
V roce 2017 se stal místopředsedou strany Jubilee Party. V roce 2022 opět kandidoval na prezidenta. Tentokrát úspěšně.

## Osobní život
Je ženatý s Rachel Chebet. Nejprve spolu žili v Dagoretti, kde se jim narodilo jejich první dítě. Vzali se v roce 1991 v Africa Inland Church. V současné době mají spolu šest dětí.
Celý život je evangelík a člen Africa Inland Church.
Vlastní drůbeží farmu ve své domovské vesnici Sugoi. S manželkou se z úcty snaží vesnici renovovat a zastavovat.

## Vyznamenání a ocenění

#### Národní vyznamenání
- Keňa
  - Řád zlatého srdce Keni